# Хлорат калію
Хлора́т ка́лію (бертолетова сіль, Ка́лій триоксохлора́т) — KClO3, калієва сіль хлоратної кислоти (HClO3).

## Історія
Сполуку вперше отримав Клод Бертолле 1786 року при пропусканні хлору через гарячий концентрований розчин гідроксиду калію:
6KOH + 3Cl2 = KClO3 + 5KCl + 3H2O
Сучасний спосіб одержання калій хлорату в лабораторії мало відрізняється від винайденого Клодом Бертолле: газоподібний хлор пропускають крізь нагрітий до 70-80 °С концентрований (приблизно 32 % мас.) розчин гідроксиду калію під тягою.

## Отримання
Промислове одержання хлорату калію відбувається через стадію диспропорціювання гіпохлоритів, які своєю чергою одержують взаємодією хлору з розчинами лугів:
Cl2 + 2OH− {\displaystyle \to } ClO- + Cl− + H2O
3ClO− {\displaystyle \to } ClO-
3 + 2Cl−
Технологічне оформлення процесу може бути різним. Один із способів полягає у переробці одного з найпоширеніших продуктів даної галузі промисловості — гіпохлориту кальцію, що входить до складу хлорного вапна. При нагріванні гіпохлорит кальцію диспропорціонує з утворенням хлорату кальцію:
3Ca(ClO)2 = Ca(ClO3)2 + 2CaCl2
Далі бертолетову сіль одержують проведенням реакції обміну між хлоратом кальцію і хлоридом калію, внаслідок якої хлорат калію, як найменш розчинна сіль у системі, випадає в осад:
Ca(ClO3)2 + 2KCl = CaCl2 + 2KClO3
Юстус фон Лібіх запропонував спосіб, який полягає у пропусканні газоподібного хлору крізь нагріту суспензію гідроксиду кальцію з подальшим додаванням розчину калій хлориду для осадження бертолетової солі.
Також хлорат калію отримують модифікованим методом Бертолле — електролізом гарячого концентрованого розчину хлориду калію без діафрагми. Процес проводять при температурах 40–50 °C на графітових анодах і сталевих катодах. Хлор, що утворюється при електролізі на аноді, вступає у взаємодію «in situ» («на місці», у момент виділення, «in statu nascendi») з гідроксидом калію з утворенням гіпохлориту калію, що далі диспропорціонує на хлорат калію і вихідний хлорид калію. Даний процес можна описати такими рівняннями.
На катоді: 2H2O + 2e− = H2 + 2OH−
На аноді: 2Cl− — 2e− = Cl2
В розчині: 1) Cl2 + 2OH− = ClO− + Cl− + H2O
2) 3ClO− = ClO−
3 + 2Cl−
Також на аноді може протікати електрохімічний процес утворення хлорату:
12ClO− + 12OH− — 12e− = 4ClO−
3 + 8Cl− + 6H2O + 3O2
Серед побічних процесів, що протікають на електродах і зменшують практичний вихід хлорату, слід назвати перетворення молекул води або гідроксид-йонів на аноді з утворенням кисню, окиснення на аноді хлорату у перхлорат (ClO−
3 + H2O − 2e− = ClO−
4 + 2H+) та відновлення хлорат-йонів на катоді (ClO−
3 + 3H2O + 6e− = Cl− + 6OH−). Вплив побічних процесів зменшують регулюванням температурного режиму процесу, рН електроліту, сили та густини електричного струму, а також підбором матеріалів, з яких виробляють електроди. Для зменшення долі відновлення хлорат-йонів на катоді, до складу електроліту вводять дихромат калію, який вступаючи в окисно-відновні взаємодії, створює на катоді плівку сполук хрому, що перешкоджає доступу хлорат-йонів до поверхні катода.

## Хімічні властивості
При температурі ~400 °C розкладається з виділенням кисню з проміжним утворенням перхлорату калію:
4KClO3 = 3KClO4 + KCl (400 °C);
KClO4 = KCl + 2O2↑ (550—620 °C)
У присутності каталізаторів (MnO2, Fe2O3, CuO тощо) температура розкладання значно знижується (до ~150–200 °C).
2KClO3 = 2KCl + 3O2 (150—300 °C, кат. MnO2).
Вважається, що процес при цьому відбувається через такі стадії:
2KClO3 + 6MnO2 {\displaystyle \to } 2KCl + 6MnO3 {\displaystyle \to } 2KCl + 6MnO2 + 3O2
Маса каталізатору становить від 5 до 100 % від маси бертолетової солі, взятої для досліду.
У кристалічному стані бертолетова сіль проявляє властивості сильного окисника:
KClO3 + 6HCl(конц.) = KCl + 3Cl2 + 3H2O
2KClO3 + 3S = 2KCl + 3SO2 (вище 130 °C)
10KClO3 + 12P(червоний) = 10KCl + 3P4O10 (вище 250 °C або при ударі і терті)
Розплавлений хлорат калію енергійно підтримує горіння. Надзвичайно сильні окисні властивості бертолетової солі у розплавленому стані доводить реакція перетворення оксиду заліза(III) у ферат — до розплавленої суміші гідроксиду калію і хлорату калію додають порошок оксиду заліза(II), при цьому з'являється червоно-фіолетове забарвлення ферату:
Fe2O3 + KClO3 + 4KOH = 2K2FeO4 + KCl + 2H2O
Концентрованими сильними кислотами розкладається (диспропорціонує):
3KClO3 + 2H2SO4(конц.) = 2KHSO4 + 2ClO2 + KClO4 + H2O
На відміну від хлоратної кислоти, водні розчини хлорату калію не проявляють сильних окисних властивостей, особливо у нейтральному і лужному середовищах.

## Застосування

### Вибухові речовини
Суміші хлорату калію з відновниками (фосфором, сіркою, органічними сполуками) є вибуховими і чутливі до тертя та ударів, чутливість підвищується у присутності броматів і солей амонію.
Суміш червоного фосфору і бертолетової солі називається «суміш Армстронга» і застосовується у виробництві пістонів і хлопавок.
Через високу чутливість сумішей інших речовин з бертолетовою сіллю до удару і тертя, вона практично не застосовуються для виробництва промислових і військових вибухових речовин. Відкриття Клодом Бертолле хлорату калію відбулось у часи, коли попит на селітру, як один із основних компонентів чорного пороху, був великим і ще зріс у зв'язку з початком революції у Франції. Бертолле і Лавуазьє спробували замінити селітру на хлорат калію при виготовленні пороху. Перші випробування були проведені у Ессоні в 1788 році і призвели до загибелі 5 осіб. Ледве врятувався і сам Лавуазьє. Подальші дослідження особливих успіхів також не принесли. Хоча рецептура виготовлення пороху з хлоратом калію як одним із компонентів існує, властивості цього пороху не дозволяють застосовувати його у великих масштабах.
Іноді використовується в піротехніці як окисник та джерело хлору для сумішей, що горять кольоровим полум'ям (наприклад, сигнальних ракет). Входить до складу сірникової голівки (до 50 % за масою), і вкрай рідко використовується як ініціатор вибухових речовин (хлоратний порох — «сосіс», вогнепровідний шнур, також входив у склад підпалювальної суміші ручних гранат Вермахту).

### В медицині
Деякий час розчини хлорату калію застосовувалися як слабкий антисептик та як зовнішній лікарський засіб для полоскання горла.

### Для одержання кисню

Певний час бертолетову сіль застосовували для лабораторного одержання чистого кисню, але внаслідок високої небезпеки її перестали застосовувати. При нагріванні до 400 °C одержували чистий кисень, але суміш нерідко вибухала. А кисень, утворений при каталітичному розкладанні бертолетової солі, міг бути забрудненим діоксидом хлору (до 3 % за об'ємом).

### Для отримання хлор діоксид
Реакція відновлення хлорату калію щавлевою кислотою при додаванні сульфатної кислоти використовується для отримання діоксиду хлору в лабораторних умовах.
2KClO3 + H2C2O4 + H2SO4 = 2ClO2 + K2SO4 + 2CO2 + 2H2O

## Цікаві факти
- Згоряння суміші бертолетової солі з алюмінієвою пудрою супроводжується яскравим спалахом. Значну частину світла такого спалаху становлять ультрафіолетові промені з довжиною хвилі близько 200 нм.[4]
- Вибухонебезпечність хлорату калію сам Бертолле відкрив випадково і це ледь не коштувало йому життя. Він розтирав у ступці порцію хлорату калію, а на стінках були залишки сірки, яку розтирав до цього. Відбувся вибух — товкачик вирвало з рук Бертолле і він ледве не втрапив у голову вченого.
- Сленгова назва хлорату калію серед хіміків та піротехніків-любителів — «берта» — є скороченням від тривіальної назви «бертолетова сіль».